# Orthoxia
Orthoxia là một chi bọ cánh cứng trong họ Chrysomelidae.
Chi này được miêu tả khoa học năm 1865 bởi Clark.

## Các loài
Chi này gồm các loài:
- Orthoxia boisduvali (Clark, 1865)